# Тріколіч Федір Вікторович
Федір Вікторович Тріколіч (рос: Фёдор Викторович Триколич), (2 березня 1985, Ленінград, СРСР, російській спортсмен-легкоатлет, дворазовий чемпіон Літніх Паралімпійських іграх 2012. Багаторазовий чемпіон світу та Росії. Заслужений майстер спорту Росії. 

## Біографія
Федір Тріколіч народився 2 березня 1985 року. За наполяганням батьків, почав займатися спортом у 1996 році. Спочатку пробував грати у футбол та міні-футбол, але в підсумку перевагу віддав легкої атлетики. Перший тренер - Лукашов Юрій Петрович. У 2003 році закінчив мгінско школу-інтернат для сліпих та слабозорих дітей і вступив до петербурзьке Медичне училище № 2 на спеціалізоване відділення з масажу для інвалідів по зору, яке закінчив у 2006 році. Потім здобув вищу освіту в НГУ ФК ім. П. Ф. Лесгафта. Працює масажистом в науково-дослідному дитячому ортопедичному інституті імені Г.І. Турнера. В даний час тренується у заслуженого тренера Росії Олексія Лашманова і тренера вищої категорії Андрія Єременко в ГУДО СДЮШОР «Академія легкої атлетики Санкт-Петербурга». 

## Спортивна кар'єра

### Літні Паралімпійські ігри 2012
На Паралімпійських іграх у Лондоні. Федір Тріколіч зробив золотий дубль. Він виграв золоті медалі у складі естафетної збірної 4 х 100 метрів і на дистанції 100 метрів, а також завоював срібну медаль на дистанції 200 метрів. 

## Нагороди
Орден Дружби (10 вересня 2012 року) - за великий внесок у розвиток фізичної культури і спорту, високі спортивні досягнення на XIV Паралімпійських літніх іграх 2012 року в місті Лондоні (Велика Британія). 